# Parlamentní institut
Parlamentní institut je organizační složka Kanceláře Poslanecké sněmovny, která plní úkoly vědeckého, informačního a vzdělávacího střediska pro Poslaneckou sněmovnu, její orgány, poslance a Kancelář Poslanecké sněmovny, pro Senát, jeho orgány, senátory a Kancelář Senátu. Sídlí v domě u Bílého slona v Thunovské ulici č. 12 na Malé Straně v Praze 1.

## Organizace
Parlamentní institut je rozdělen na čtyř oddělení s různým zaměřením, která však spolu často spolupracují, zejména v rámci poskytování školení a seminářů pro členy parlamentu a veřejnost. Oddělení všeobecných studií spolupracuje také se Senátem, ostatní oddělení se zaměřují na spolupráci pouze s Poslaneckou sněmovnou.
- Oddělení všeobecných studií – odpovídá na dotazy a požadavky poslanců a senátorů a poskytuje všeobecný servis pro orgány sněmovny a informace z oblasti zahraniční politiky.[3]
- Oddělení pro evropské záležitosti – slouží převážně jako odborné zázemí výboru pro evropské záležitosti Poslanecké sněmovny.[4]
- Oddělení komunikace a vzdělávaní – poskytuje služby veřejnosti a provozuje Informační středisko Poslanecké sněmovny.[5]
- Oddělení rozpočtových a ekonomických analýz - zpracovává nebo zprostředkovává informace, analýzy a komplexní studie a poskytuje  konzultace z oblasti rozpočtu a vývoje ekonomiky.[6]

## Činnost
Parlamentní institut se zabývá zejména podpůrnou činností Poslanecké sněmovny , jakož i jejich orgánů, či jednotlivých poslanců. Především:
- zpracovává nebo zprostředkovává informace, analýzy a komplexní studie
- pravidelně vydává informace o ekonomické a sociální situaci pro potřebu poslanců a senátorů
- soustřeďuje informace týkající se práva Evropské unie a na požádání předkládá stanoviska k návrhům zákonů a k mezinárodním smlouvám co do jejich slučitelnosti s právem Evropské unie
- poskytuje konzultační a poradenskou službu z oblasti parlamentarismu
- spolupracuje s parlamentními vědeckými středisky v zahraničí, vědeckými pracovišti, vysokými školami a dalšími institucemi a odborníky
- organizuje přednášky a semináře; dle a na základě požadavků jednotlivých komor, jejich orgánů či členů

Parlamentní institut rovněž pro nově zvolené členy Parlamentu, kteří nemají předchozí zkušenosti s výkonem mandátu, organizuje semináře se zaměřením na práci Poslanecké sněmovny a Senátu a na výkon mandátu poslance a senátora.
Vedle těchto interních seminářů realizuje Parlamentní institut semináře pro zahraniční poslanecké delegace a pro delegace úředníků jiných parlamentů, které se přijíždějí seznámit s demokratickým parlamentarismem v rámci projektů organizovaných Evropskou unií nebo jinými mezinárodními organizacemi.

## Cena F. L. Riegra
Cenu Františka Ladislava Riegra uděluje předseda Poslanecké sněmovny za nejlepší kvalifikační práce, které se věnují parlamentarismu. Cílem soutěže je popularizace výzkumu parlamentarismu a jeho historie mezi studenty vysokých škol. Předseda Poslanecké sněmovny oceňuje vítěze soutěže na základě doporučení komise, v níž jsou odborníci na historii, politologii, právo a legislativu. Členové komise posuzují myšlenkovou originalitu práce, náročnost výzkumu, rozsah využitých pramenů a literatury i práci s nimi nebo přínos pro současný stav bádání v této oblasti společenských věd.